# De Oerhamlet
De Oerhamlet is een hoorspel van Miloš Rejnuš. Urhamlet werd in 1967 door de Westdeutscher Rundfunk uitgezonden. Jef Geeraerts vertaalde het en de KRO zond het uit in het programma Dinsdagavondtheater op dinsdag 4 januari 1972. De regisseur was Willem Tollenaar. Het hoorspel duurde 82 minuten.

## Rolbezetting
- Lies Franken (Gertrude)
- André van den Heuvel (Claudius)
- Luc Lutz (Polonius)
- Paul van der Lek (Voltimand)
- Johan Schmitz (de rechter)
- Edmond Classen (Marcellus)
- Hans Veerman (een soldaat)
- Wim van den Heuvel (de goochelaar)
- Simone Rooskens (een meisje)
- Rob Geraerds (de abt)
- Joan Remmelts (de apotheker)
- Siem Vroom (Horatio)
- Willem Nijholt (Hamlet)
- Harry Bronk, Jaap Hoogstraten, Hans Karsenbarg, Han König, Frans Somers, Jos van Turenhout & Jan Wegter (verdere medewerkenden)

## Inhoud
Het stuk is een reconstructie van de voorgeschiedenis van Shakespeares Hamlet. Het begint met de moord op Hamlets vader, die de hoogste rechter van het land aan ’t licht moet brengen. En het eindigt daar waarmee Shakespeares Hamlet aanvangt: met de woordelijk overgenomen geestscène. Het hoorspel is het tweede deel van een geplande trilogie over aanslagen op staatshoofden, maar door de vroege dood van de auteur bleef het derde deel ongeschreven.